# Hubert Comte
 (mars 2010).
Si vous disposez d'ouvrages ou d'articles de référence ou si vous connaissez des sites web de qualité traitant du thème abordé ici, merci de compléter l'article en donnant les références utiles à sa vérifiabilité et en les liant à la section « Notes et références ».
Pour les articles homonymes, voir Comte (homonymie).
Hubert Comte est un écrivain français né à Chalon-sur-Saône le 20 janvier 1933 et mort à Paris 14e le 7 octobre 2009.

## Biographie
Après un service militaire dans la Marine, Hubert Comte exerce presque tous les métiers de l’édition (directeur artistique et littéraire, traducteur, écrivain, photographe, dessinateur, responsable du service étranger du Syndicat des éditeurs, ...).[réf. nécessaire]
À 48 ans, il entreprend une thèse de philosophie sur les outils et mène une vaste recherche sur le travail des hommes à travers les continents : les techniques et l’ergonomie, les matériaux et l’usage, le langage.
En 1981, Hubert Comte publie « À la découverte de l’Art » (Hachette) qui reçoit le prix de la Fondation de France.
Hubert Comte était membre de l'Iliazd-Club. Il a écrit quelques pages de souvenirs dans le n°3 des Carnets de l'Iliazd-Club. 

### Critique d'art
- À la découverte de l’Art (prix de la Fondation de France), Hachette  (ISBN 978-2010144-65-3)
- Trésors d’Art en Europe, Éditions de l’Épargne  (ISBN 978-2850152-53-5)
- La Vie silencieuse, les natures mortes, Casterman  (ISBN 978-2203609-01-3))
- La Vie silencieuse, les natures mortes, La Renaissance du Livre  (ISBN 978-2804602-44-4)
- Grünewald, Le Retable d’Issenheim, Pierron  (ISBN 978-2708502-06-2)
- L’aventure de l’Art, Nathan  (ISBN 978-2092773-07-9)
- Louvre Junior, Nathan,  (ISBN 978-2092403-95-2)
- L’Art et la manière… de le regarder, Volets verts
- L‘animal dans l’art, Bestiaire, Renaissance du Livre  (ISBN 978-2804604-14-1)
- Histoire De L'art, Ou Le Musée Chez Soi, Braun
- Georges Feher, édition de la Galerie Anne Colin, Paris, 1973

### Essais
- Le Microscope, Casterman  (ISBN 978-2203172-15-9)
- Le Tour de l’olivier, Régine Vallée  (ISBN 978-2908648-00-3)
- Le Paroir, la compagnie des outils, Desforges, (ASIN B000XA6FB0)
- Des outils et des hommes, Jean-Cyrille Godefroy  (ISBN 978-2865531-12-7)
- Objets de la vie bourguignonne, Minerva  (ISBN 978-2830705-32-4)
- Le Cabinet de curiosité, Circonflexe  (ISBN 978-2878331-50-9)
- Outils du Monde, La Martinière  (ISBN 978-2732423-10-4)
- Tools : Making things around the world, Harry N. Abrams  (ISBN 978-0810938-99-1)
- L’Huître, La Renaissance du Livre  (ISBN 978-2804603-10-6)
- L’Huître, Volets verts  (ISBN 978-2910090-06-7)
- La Terre vue du ciel racontée aux enfants, La Martinière Jeunesse  (ISBN 978-2732427-93-5)
- Les Chats racontés aux enfants, La Martinière Jeunesse  (ISBN 978-2732431-75-8)
- Lexique français-turc simplifié à l’usage des voyageurs, Volets verts  (ISBN 978-2910090-17-3)
- Banquises, banquises, Illustrations de Bruno Heitz, Volets verts  (ISBN 978-2910090-11-1))
- Le livre des « comme », Pierron  (ISBN 978-2708503-23-6)
- Dessins de la main gauche, Volets verts  (ISBN 978-2910090-23-4)
- Le Tour du livre, Volets verts  (ISBN 978-2910090-22-7)

### Anthologies
- Florilège marin de Victor Hugo, EMOM (ASIN B0014LSDY4)
- Écrits sur la peinture, Volets verts  (ISBN 978-2910090-05-0)
- Cent marins de légende, La Renaissance du Livre  (ISBN 978-2804603-20-5))

### Livres-jeux
- L’Enfance de l’Art, Circonflexe  (ISBN 978-2878330-91-5))
- Animaux d’artistes Circonflexe  (ISBN 978-2878331-12-7)
- Nature et artistes Circonflexe  (ISBN 978-2878331-92-9))
- L’Art et ses histoires, Pierron  (ISBN 978-2708502-91-8)

### Récits
- La Cavalerie éduenne, Phénix  (ISBN 978-2745811-33-2)
- S’il faisait beau, nous passions par les quais, Volets verts  (ISBN 978-2910090-10-4)
- Enfance. La Ville ancienne, Volets verts  (ISBN 978-2910090-01-2)
- Yucatán, Volets verts  (ISBN 2-910090-08-6) (BNF 35804964)
- Embarqué, Éditions du Gerfaut  (ISBN 978-2914622-93-6)
- Occasions, Pierron  (ISBN 978-2708502-68-0)
- La Force de la colère, récits de Dachau, Stock  (ISBN 978-2234020-04-7)

### Traductions
- Chants Peaux-Rouges, E.F.R.  (ISBN 978-2201015-08-3)
- L’épopée de Gilgamesh, E.F.R.  (ISBN 978-2201013-61-4)
- J.M. Synge, Les Îles d’Aran, EMOM (ASIN B0014LEH0I)
- Le Capitaine Cook, Braun, 1971
- Juifs du Passé, Alta (ASIN B0014LXB00)

### Portfolio de cartes postales
- Égypte, Réunion des musées nationaux, coll. art et civilisations  (ISBN 978-2711832-84-2)